# Xã Montrose, Quận Ashley, Arkansas
Xã Montrose (tiếng Anh: Montrose Township) là một xã thuộc quận Ashley, tiểu bang Arkansas, Hoa Kỳ. Năm 2010, dân số của xã này là 367 người.